# Song Gong
L'empereur Gong ou Gongdi (chinois : 宋恭帝 ; pinyin : sòng gōngdì) (1271-1323), également connu sous le nom de Zhào Xiǎn (趙顯), est le seizième empereur de la dynastie Song. Il règne de 1274 jusqu'à son abdication en 1276. 

## Biographie
En 1274, Gong n'a que quatre ans quand il monte sur le trône, à la suite de la mort de son père l'empereur Duzong. Son règne débute sous la régence de sa grand-mère, Xie Daoqing (en), et de sa mère.
Sous le règne de Gong, la dynastie Song s'effondre face aux attaques des Mongols de la dynastie Yuan. Après la chute de Xiangyang, ils parviennent à passer le Yangzi Jiang et marchent sur la capitale, Lin'an, l'actuelle Hangzhou). Sachant la résistance vaine et voulant éviter les destructions, la régente Xie Daoqing se rend au général Bayan (en) et fait remettre à Kubilai Khan le grand sceau d'empire en février 1276. 
Gong vit ensuite à Pékin avec le titre de duc. Mais des agitations de légitimistes poussent le gouvernement mongol à l'exiler au Tibet en 1289 dans un monastère, où il est réputé avoir traduit de nombreux textes bouddhiques. Il aurait été poussé au suicide en 1323, à l'âge de 53 ans, à cause d'un poème exprimant son attachement à sa lignée impériale, sa fidélité à la dynastie Song et sa colère contre les Yuan[réf. souhaitée].